# 김태정 (1963년)
김태정(金兌貞, 1963년~2011년 9월 6일)은 대한민국의 시인이다. 문단에서 김태정의 시를 ‘민중서정시’라 평했으며, “80년대의 억센 민중시가 구현하지 못한 소담한 일상을 말갛고 깊게 표현했다”고 평가되었다.

## 생애
1963년 서울에서 태어났다. 1991년 《사상문예운동》에 〈雨水〉 외 6편을 발표하며, 작품 활동을 시작했다.
TV도 없이 라디오를 벗 삼고, 작은 마당에 반찬 거리 채소를 일구면서 시를 썼는데 생전 “시가 저를 숨쉬게 하는 유일한 통로”라며 시 쓰기 외에는 모든 것을 포기했다고 말한 것으로 알려졌다.
전남 해남에서 살다가, 암에 걸려 병과 싸웠고, 미황사에서 절 가족들의 보살핌 속에서 2011년 9월 6일 숨졌다. 절에서는 김태정의 유해를 화장해 가장 빨리 피는 동백나무 아래 뿌렸다.

## 저서
- 《물푸레나무를 생각하는 저녁》(창비, 2004)

## 시 속의 김태정
눈길 피하며 모자란 사람처럼 웃기나 잘하던/ 살림솜씨도 음식솜씨도 별로 없던/ 태정 태정 슬픈 태정/ 망초꽃처럼 말갛던 태정— 김사인, 〈김태정〉 《창작과 비평》 2013년 가을호

죽음이 투명해질 때까지/ 죽음을 길들이느라 남은 힘을 다 써버린 사람/ 모든 발걸음이 멈추고/ 멀리서 수레국화 한 송이 피어나기 시작했다— 나희덕, 〈식물적인 죽음 ― 故 김태정 시인을 생각하며〉 《말들이 돌아오는 시간》(문학과지성사, 2014)